# Csakan
Een csakan of stokfluit is een blokfluit die in de Biedermeier periode aan het begin van de 19e eeuw wel  op wandelstokken gemonteerd werd zodat heren op een wandeling een deuntje konden spelen. Er is vrij veel muziek voor het instrument geschreven. Anton Diabelli (1781-1858) schreef op de tekst van het Auf dem Wasser zu Singen van de Duitse dichter Friedrich Leopold zu Stolberg-Stolberg een arrangement voor sopraan, piano en csakan. 
In het Hongaars heet het instrumentje "csákány".